# Durchmusterung

Lage der von der Bonner Durchmusterung (oben) und der Córdoba-Durchmusterung (unten) beschriebenen Objekte im Vergleich zum gesamten Firmament. Farblegende siehe Beschreibungsseite.

Eine Durchmusterung (auch Survey) wird in der Astronomie eine allgemeine Karte oder systematische Abbildung einer Himmelsregion (oder einer gesamten Hemisphäre) genannt, in der kein bestimmendes einzelnes Beobachtungsobjekt vorhanden ist. Alternativ kann eine Durchmusterung eine Reihe von Aufnahmen, Spektren oder anderen Beobachtungen von Objekten zusammenfassen, die über einen gemeinsamen Typ oder ein gemeinsames Merkmal verfügen. Durchmusterungen waren aufgrund instrumenteller Einschränkungen häufig auf ein Band des elektromagnetischen Spektrums beschränkt, obwohl in neuerer Zeit Durchmusterungen auch auf mehreren Wellenlängen mithilfe verschiedener Detektoren durchgeführt und zusammengefasst werden können, die jeweils für eine andere Bandbreite empfindlich sind.
Das Ergebnis einer Himmelsdurchmusterung nach Sternen ist in der Regel ein Sternkatalog, doch kann auch die systematische Erfassung von Veränderlichen oder Doppelsternen das Ziel sein. Andere Objekte von Durchmusterungen sind Sternhaufen, Nebel, Galaxien oder Kleinplaneten.

## Von Hipparch zur Kometen- und Himmelspolizei
Die ersten Sternkataloge entstanden bereits in der Antike, u. a. durch Hipparch (135 v. Chr.) und Ptolemäus (um 150 n. Chr.). Hipparchs Katalog wurde wahrscheinlich durch eine Supernova veranlasst und umfasste bereits 800–1000 Fixsterne, also rund die Hälfte der freiäugig sichtbaren Sterne. Die von beiden Astronomen und ihrem Vorgänger Aristyllos vermessenen Sternörter erlaubten ihnen, bereits gute Werte für die Präzession der Erdachse zu bestimmen. Ptolemäus hat sein Sternverzeichnis in den 8. und 9. Band des Lehrbuchs Almagest übernommen, wodurch es auf dem Umweg über Arabien im Frühmittelalter auch europäischen Astronomen zugänglich wurde.
Genauere Himmelsdurchmusterungen erfolgten erst nach der Erfindung des Fernrohrs. Große Bedeutung erhielt jene von Flamsteed (Greenwich) im letzten Viertel des 17. Jahrhunderts. Sie wurde zum Ausgangspunkt einer langen Reihe von Sternkatalogen, denen die Astronomie bis heute ihre messtechnischen Grundlagen verdankt. Die Sternwarte zu Greenwich wurde u. a. gegründet, um durch genaue Sternörter die nautische Navigation und damit die Schifffahrt zu sichern. Gegen Mitte des 18. Jahrhunderts führten Bradley und seine Assistenten weitere umfangreiche Beobachtungsreihen durch, die Bessel später nochmals bearbeitete und 1818 in seine „Fundamenta Astronomiae“ aufnahm.
Am bekanntesten wurde jedoch die Bonner Durchmusterung (ab 1855), die weiter unten behandelt wird.
Im 18. Jahrhundert entstanden auch Kataloge von Doppelsternen, Veränderlichen und Nebeln – u. a. durch Wilhelm Herschel und seine Schwester ab etwa 1780 (848 Doppelsterne bzw. 2500 neblige Objekte). Zuvor hatte schon der französische Astronom Charles Messier (1730–1817) alle im kleinen Fernrohr sichtbaren Sternhaufen und Nebel katalogisiert. Nach 18-jähriger Arbeit erschien sein Messier-Katalog mit 110 Objekten, der bis heute von Amateurastronomen verwendet wird. Er ist auch die Basis für einen manchmal ausgeführten Wettbewerb, den Messier-Marathon (alle 110 Objekte in nur einer Nacht mit dem Fernrohr aufzusuchen). Der Anlass zu diesem Katalog war allerdings Messiers Suche nach neuen Kometen, bei der die vielen Gasnebel der Milchstraße zu manchem „Fehlalarm“ führten.
Der für die Fachastronomen wichtigste Nebel-Katalog ist hingegen der New General Catalogue (NGC) aus den 1880er-Jahren mit 7840 Objekten. Er wurde später durch den Indexkatalog (IC) erweitert und im 20. Jahrhundert u. a. durch den Palomar Sky Survey (POSS).
Eine Durchmusterung besonderer Art war die Himmelspolizey, in der sich im Jahr 1800 etwa ein Dutzend europäische Sternwarten für die systematische Suche nach Kleinplaneten zusammenschlossen, die man richtigerweise zwischen Mars- und Jupiterbahn vermutete. Bis 1807 wurden vier dieser „Asteroiden“ entdeckt, heute kennt man aus automatischen CCD-Durchmusterungen bereits einige Hunderttausend davon.

## Bonner Durchmusterung und neuere Projekte
Zur astrometrischen Grundlage vieler Jahrzehnte wurde schließlich die Bonner Durchmusterung (BD), die 1852 bis 1862 vom Astronomen Friedrich Wilhelm Argelander und seinen Assistenten visuell durchgeführt wurde. Sie erfasste 325.037 Sterne im Deklinationsbereich zwischen 90° und −2° bis zur scheinbaren Helligkeit 9,5. Wegen des ungeheuren Umfangs der Aufgabe beschränkte man sich auf eine Genauigkeit im Bereich einiger Winkelsekunden. Die Katalogsterne wurden auch als Himmelsatlas mit 36 Blättern für den Nordhimmel publiziert.
Argelanders Nachfolger Eduard Schönfeld erweiterte die Bonner Durchmusterung 1875 bis 1881 um die Südliche Durchmusterung, die mit 134.000 Sternen  im Deklinationsbereich-2° und −22° bis fast zum Südhorizont von Bonn reichte.
Für den Südhimmel folgte schließlich die Córdoba-Durchmusterung (CD), benannt nach der argentinischen Sternwarte in Córdoba. Sie reicht sogar bis zur Grenzgröße 10,0 mag und umfasst daher mit 578.000 Sternen zwischen −22° Deklination und dem Himmelssüdpol etwa 40 % mehr Sterne pro Grad als ihr Bonner Vorbild. Damit decken diese drei Durchmusterungen den kompletten Sternenhimmel ab.
Später organisierte die Astronomische Gesellschaft kooperative Durchmusterungen mehrerer Sternwarten, um daraus den AGK2-Katalog – und später den AGK3 – zu erarbeiten. Die Zahl der Sterne war jener der Bonner und Córdoba-Durchmusterung vergleichbar, die Genauigkeit aber wesentlich höher. Moderne Sternkataloge beruhen inzwischen überwiegend auf astrofotografischen Aufnahmen des Himmels, die mithilfe von sehr sorgfältig vermessenen Fundamentalsternen zu einem einheitlichen System vereinigt werden.
Die Durchmusterung vom Hipparcos-Satelliten war ein Meilenstein. Der Astrometriesatellit nahm in den Jahren vor 2000 den Himmel mit einem Spiegelteleskop in zwei verschiedenen Genauigkeiten auf. Das Ergebnis ist der Hipparcos-Katalog mit 108.000 Sternen (je ±0,002") und der Tycho-2-Katalog mit 2,5 Millionen Sternen auf ±0,02".
Die genaueste Himmelsvermessung liefert die seit 2013 laufende Gaia-Mission. Die drei bisherigen Kataloge Gaia DR1 von 2016, Gaia DR2 von 2018 und  Gaia DR3 von 2022 lieferten Sternenörter von 1100, 1700 und 1800 Millionen Sternen sowie zu Quasaren, Doppelsternen und Asteroiden.
Heute versteht man unter dem Begriff „Durchmusterung“ auch die systematische Suche nach nicht-stellaren Himmelsobjekten. Wichtige Projekte sind z. B. periodische automatische Durchmusterungen des Himmels nach erdnahen Asteroiden (near earth objects, NEA). Mehrere Schwerpunkte gelten auch den Durchmusterungen in kurz- und langwelligen Bereichen des elektromagnetischen Spektrums, wie die Suche nach Röntgenquellen, Galaxienhaufen oder Quasaren. Hingegen erfolgt die Suche nach Exoplaneten nicht systematisch über den ganzen Himmel, sondern konzentriert sich auf einzelne „verdächtige“ Sterne der Sonnenumgebung.

## Liste
| Name                                              | Wellenbereich                                                     | Durchsuchter Bereich                | Beschreibung | Datum                        |
| ------------------------------------------------- | ----------------------------------------------------------------- | ----------------------------------- | --- | ---------------------------- |
| Bonner Durchmusterung mit Südliche Durchmusterung | optisch-visuell                                                   | nördlich von 22° Süd                | ≈ 325.000 Sterne | 1852–1862                    |
| Córdoba-Durchmusterung                            | optisch-visuell                                                   | Südlich von 22° Süd                 | ≈ 578.000 Sterne | 1892–1914                    |
| Carte du Ciel                                     | optisch-fotografisch                                              | ganzer Himmel, aber unvollendet     | ≈ 2 Millionen Sterne | ca. 1890–1958                |
| Pan-Andromeda Archaeological Survey (PANDAS)      | optisch                                                           | Andromedagalaxie und Dreiecksnebel  | Erforschung dieser Galaxien mit dem Canada-France-Hawaii Telescope.                                                                                     | 2008–2010                    |
| Palomar Observatory Sky Survey (POSS)             | optisch                                                           | nördlicher und äquatorialer Bereich | Fotografische Durchmusterung | 1948–1958                    |
| Digitized Sky Survey                              | optisch                                                           | komplett                            | Fotografische Durchmusterung | 1994                         |
| Sloan Digital Sky Survey (SDSS)                   | optisch – spektroskopisch                                         | ≈ 1/3 der Himmelskugel              | | 2000–2006 (erster Durchlauf) |
| Photopic Sky Survey                               | optisch                                                           | 37.440 individuelle Ziele           | Amateurphotographie | 2010–2011                    |
| Palomar Distant Solar System Survey (PDSSS)       | optisch                                                           | ± 30° um die Ekliptik               | Suche nach Sedna-artigen Asteroiden | 2007–2008                    |
| Infrared Astronomical Satellite (IRAS)            | Infrarot, 12, 25, 60, und 100 μm                                  | komplett                            | erstes Weltraumteleskop für MIR und FIR | 1983                         |
| Two Micron All Sky Survey (2MASS)                 | Infrarot, 1,25, 1,65, und 2,17 μm (J-, H- und Ks-Band)            | komplett                            | | 1997–2001                    |
| ASTRO-F                                           | Infrarot                                                          | NIR komplett, MIR & FIR 94 %        | Japanische Durchmusterung per Satellit | 2006–2008                    |
| Wide-Field Infrared Survey Explorer (WISE)        | Infrarot, 3,3, 4,7, 12, und 23 μm                                 | 99 %                                | NASA-Satellit | 2009–2010                    |
| SCUBA-2 All Sky Survey                            | Submillimeter, 850 µm                                             | nördlicher und äquatorialer Bereich | Eine mit dem James Clerk Maxwell Telescope durchgeführte Durchmusterung                                                                                 | seit 2011                    |
| HI Parkes All Sky Survey                          | Radio; 21 cm (HI-Linie, 1.420 MHz)                                | südlich von ca. 55° Nord            | südl. Komplement zu NVSS | 1997–2002                    |
| Ohio Sky Survey                                   | Radio (1415 MHz)                                                  | 63°N–36°S                           | 19.000 Objekte | 1965–1973                    |
| NRAO VLA Sky Survey (NVSS)                        | Radio (1,4 GHz)                                                   | nördlich von 40° Süd                | durchgeführt mit dem VLA | 1993–1996                    |
| Fermi Gamma-ray Space Telescope                   | Gammastrahlung                                                    |                                     | Weltraumteleskop | seit 2008                    |
| Galaxy And Mass Assembly survey (GAMA)            | Multi-Wellenlängen-Durchmusterung                                 |                                     | | 2008–2013                    |
| Great Observatories Origins Deep Survey (GOODS)   | Multi-Wellenlängen-Durchmusterung                                 | Hubble- bzw. Chandra-Deep-Field     | | seit 2001                    |
| Cosmic Evolution Survey (COSMOS)                  | Multi-Wellenlängen-Durchmusterung                                 | Gebiet im Sternbild Sextant         | Hubble Space Telescope u. a. | 2002–2005                    |
| Hipparcos-Katalog                                 | optisch                                                           | komplett                            | 118.000 Sterne, Weltraumteleskop Hipparcos | 1989–1993                    |
| Tycho-1-Katalog                                   | optisch                                                           | komplett                            | 1.000.000 Sterne, Weltraumteleskop Hipparcos | 1989–1993                    |
| Tycho-2-Katalog                                   | optisch                                                           | komplett                            | 2.500.000 Sterne, Weltraumteleskop Hipparcos | 2000                         |
| Gaia                                              | optisch, spektrophotometrisch, helle Objekte auch spektroskopisch | (komplett)                          | Mit Stand von Gaia DR3 im Jahr 2022 sind 1,8 Mrd. Sterne veröffentlicht. Weitere Veröffentlichungen mit mehr Objekten und genaueren Daten sind geplant. | seit 2014                    |